# Вятчинки
 Вятчинки — деревня в Ивановском районе Ивановской области. Входит в состав Богданихского сельского поселения.

## География
Находится в центральной части Ивановской области на расстоянии приблизительно 20 км на юго-восток по прямой от вокзала станции Иваново.

## История
Появилась на карте еще 1808 года. В 1859 году здесь (тогда деревня Шуйского уезда Владимирской губернии) было учтено 12 дворов, в 1902 — 11.

## Население
Постоянное население составляло 42 человека (1859 год), 82 (1902), 6 в 2002 году (русские 100 %), 5 в 2010.